# FIFA-himnusz
A FIFA-himnusz a FIFA által szervezett labdarúgó-mérkőzések előtti felvonuláskor hangzik fel. Leggyakrabban a labdarúgó-világbajnokságokon, a női labdarúgó-világbajnokságokon és az U20-as labdarúgó-világbajnokságokon lehet hallani. Legelőször az 1994-es világbajnokságon hangzott fel a dallam.
Szerzője a német Franz Lambert. A FIFA-himnuszt nem adták ki lemezen, nem jelent meg digitális formában, valamint kereskedelmi forgalomba se hozták.

## Külső hivatkozások
- A FIFA-himnusz a YouTube-on